# 대경선
대경선(大慶線)은 경상북도 구미시 원평동 구미역부터 경상북도 경산시 사정동 경산역까지 기존 경부선 구간을 활용해서 운행 중인 광역전철이다.  역간 거리가 길어서 경부선 연선의 여러 역을 정차역으로 추가해달라는 지자체의 요구가 끊임없이 이어지고 있다. 통행방향은 전구간 좌측통행이다.
기존에 버스로만 이동하던 구미와 대구, 경산 지역의 교통권을 하나로 묶어주었다는 의의가 있으며, 동대구역에만 치중되어 있던 대구 교통 허브의 축을 서대구역과 대구역으로 분산시키는 기능도 한다. 대구광역시는 이 광역전철의 개통에 발맞추어 대구권 광역요금제를 2024년 12월 14일부터 시작했다. 향후 경상북도 김천시로 연장이 확정되었으며, 청도군에서는 남쪽의 청도역까지 연장해줄 것을 요구했다.

## 노선 개요
기존에 운영 중인 경부선 철도를 개량하고, 2량 대형 전동차(중전철)를 투입하여 구미 ~ 경산 구간을 상행 48회, 하행 52회(동대구발 경산행 회송편 4회 포함) 운행한다. 수도권과 동해선 광역전철(부산 도시철도)에서 운행하는 광폭 전동차가 대경권에서 처음 선보인다. 건물 벽체 없이 기둥만 서 있는 간이역으로 운영되어 왔던 사곡역은 2020년 4월 10일에 잠시 영업을 중지한 후 철거하고 신축하며, 광역 전철 전용역으로 리뉴얼(재편)했다.
중간 종착역은 동대구역 하나만 지정됐으며, 심야 시간대를 비롯한 일부 전동열차는 동대구역에서 중간 시종착한다. 그리고 전동열차가 주박하는 동대구역을 출발하여 경산에서 종착하는 회송(출고)편이 아침 2회, 오후 2회 편성된다. 또한 일부 전동열차는 주말 및 공휴일에 운행하지 않는다.
치안 서비스는 대한민국 국토교통부 산하의 철도특별사법경찰대에서 전담하므로, 관할 본부 사무소는 동대구역에 있다.

## 역사

### 연혁
- 2015년 7월 21일 - 기획재정부 예비타당성조사 통과
- 2016년 11월 23일 - 국토교통부 대구권 광역철도 건설사업 기본계획 고시
- 2018년 4월 4일 - 행정안전부 재정투자심사 통과
- 2019년 4월 18일 - 1단계 구미~경산 구간 착공
- 2022년 10월 4일 - 대구권 광역철도 건설사업 실시계획 변경(3차)[3]
- 2023년 11월 - 김천~구미 2단계 구간 사전타당성조사 착수[4]
- 2024년 10월 2일 - 대경선으로 명칭 확정[5]
- 2024년 10월 28일 - 시운전 실시[6]
- 2024년 12월 14일 - 구미~경산 1단계 구간 개통[7]

## 역 목록
대경선 광역전철의 모든 역들은 지상이다. 기울임꼴로 표기된 역은 미개통역이다.
| 경부선 |                |                       |                |                                    |      |       |            |        |
| K110   | 구미           | Gumi                  | 龜尾           |                                    | -    | 0.0   | 경상북도   | 구미시 |
| K111   | 사곡           | Sagok                 | 沙谷           |                                    | 4.5  | 4.5   | 경상북도   | 구미시 |
| K112   | 북삼           | Buksam                | 北三           |                                    |      |       | 경상북도   | 칠곡군 |
| K113   | 왜관           | Waegwan               | 倭館           |                                    |      | 18.8  | 경상북도   | 칠곡군 |
| K114   | 왜관공단       | Waegwan Gongdan       | 倭館工團       |                                    |      | 23.1  | 경상북도   | 칠곡군 |
| K115   | 서대구         | Seodaegu              | 西大邱         |                                    |      | 42.1  | 대구광역시 | 서구   |
| K116   | 원대(달성공원) | Wondae(Dalseong Park) | 院垈(達城公園) | ● 대구 도시철도 3호선 (달성공원역) |      | 45.2  | 대구광역시 | 중구   |
| K117   | 대구           | Daegu                 | 大邱           | ● 대구 도시철도 1호선              | 1.2  | 46.4  | 대구광역시 | 북구   |
| K118   | 동대구         | Dongdaegu             | 東大邱         | ● 대구 도시철도 1호선              | 3.2  | 49.6  | 대구광역시 | 동구   |
| K119   | 경산           | Gyeongsan             | 慶山           |                                    | 20.1 | 61.85 | 경상북도   | 경산시 |

## 신호 체계
본 노선에 구축된 자동 열차 방호 시스템은 그 동안 수입에 의존해왔던 ATP 신호 시스템을 국산화한 KTCS-2(한국형 열차 제어 시스템)가 최초로 적용됐다. 지난 2012년에 국토교통부가 주관한 국내 신호시스템 표준화를 위한 국가 연구개발(R&D) 프로젝트의 일환으로, 현대로템, 철도기술연구원, 국가철도공단, 코레일과 함께 연구기관과 공동으로 참여했다. 특히 유럽연합의 열차제어시스템(ETCS) 규격을 충족해 해외 신호체계와 상호 호환이 가능하다.

## 이용객
대경선 운영을 시작한 2024년 12월 14일부터 2025년 1월 13일까지 한 달간 노선 이용객 수는 87만 2천 명, 일평균 이용객 수는 2만 8천 명으로 집계, 당초 예측 수요(4만 7천 명)의 59.9％ 수준으로 집계되었다.
승하차 인원이 가장 많은 역은 대구역이며 구미역, 동대구역 등이 뒤를 이었다.

## 같이 보기
- 대구권 광역요금제
- 대구 도시철도